# Velorcey
Velorcey là một xã ở tỉnh Haute-Saône trong vùng Franche-Comté phía đông Pháp. Xã có diện tích 6,18 km², dân số năm 2006 là 180 người. Khu vực này có độ cao từ 237-310 mét trên mực nước biển.